# 울레미소나무
울레미소나무 (Wollemi--, 학명: Wollemia nobilis 월레미아 노빌리스[*])는 오스트레일리아가 원산인 아라우카리아과의 침엽수이다. 아라우카리아속과 아가티스속(Agathis, 후자와 좀 더 근연이다.)와 함께 아라우카리아과 안에서 현재까지 생존한 세 속 중 하나이다. 1속 1종 뿐이며, 1994년 뉴사우스웨일스의 월레미 국립공원내 온대우림 야생구역에서 발견 및 보고되었다. 시드니 북서부 지역에서 150km 떨어진 협소하고 측면이 가파른 사암 협곡의 외딴 지역에서 자라고 있었다. 속명은 발견된 국립공원의 이름에서 따왔다.
울레미소나무는 IUCN의 적색 목록에 따라 CR 등급으로 분류되어 있고, 오스테일리아에서 법의 보호 하에 있다. 울레미소나무를 성공적으로 복제할 수 있다는 사실이 밝혀진 후, 시드니의 식물원과 아난산에 새로운 나무를 심어 아주 멀리에 있는 캘리포니아 유레카 근처의 험볼트 수목원에서도 이 나무를 심었다.
취약한 개체목들을 관리하는 계획의 윤곽을 그린 복구 방안이 수립되었다.전반의 목표는 울레미소나무가 장기 생존이 가능하도록 하는 것이다. 호주의 총리와 외교부장관은 전세계 여러 고위 인사들에게 울레미소나무를 선물했다.
종종 '살아있는 화석'으로 표현되지만, 울레미소나무의 명확한 화석은 없으며 잠재된 화석 기록은 모호한 것으로 보인다.

## 특징
울레미소나무는 나무의 높이가 25~40m에 달하는 늘푸른나무이다. 이 나무의 나무껍질은 매우 독특한데, 짙은 갈색을 띠며 표면이 우들투들해 코코 팝스 시리얼과 닮았다고 한다.
 이 나무의 숲은 쉽게 발견되며, 대부분의 표본목들이 복수의 줄기를 가지고 있거나 오래된 숲의 생장에서 유래한 것으로 추정되는 줄기의 군생이 나타난 것이며, 일부는 각자 크기가 다른 최대 100개의 줄기로 구성되어 있다. 거의 모든 곁가지가 더 이상 가지를 치지 않는다는 점에서 특이하다. 가지가 자란 지 수 년 후에는 각 가지 끝에 구화수(수구화수 또는 암구화수)가 달리거나 생장이 멈춘다. 암구화수가 달릴 경우, 구과가 익으면 가지가 죽는다.그런 다음 원줄기의 휴면아에서 새로운 가지가 생긴다. 드물게 곁가지가 곧게 펴져 2차 줄기로 발달해 이를 중심으로 새로운 곁가지들이 생기기도 한다.

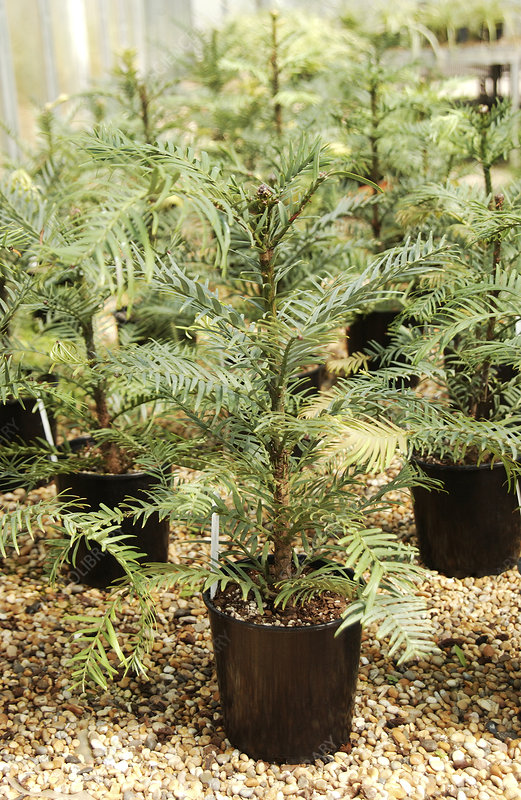
삽목시킨 4년생 울레미소나무 화분

잎은 평평한 선형이며 길이 3~8cm, 폭 2~5mm이다. 잎은 눈에서 십자생의 형태로 나지만 두세 개의 평평한 배열로 나타나도록 잎의 기부가 꼬여있다. 잎이 성숙하면 밝은 라임빛 녹색에서  황록색으로 변한다.구과는 녹색이며 길이 6~2cm, 지름 5~10cm이며, 풍매전파 후 약 18~20개월 후에 익는다.  이후 분해되어 작고 갈색이며 얇고 가장자리에 바람으로 인한 전파를 도와줄 날개가 달린 씨앗을 떨어뜨린다. 수구화수는 길이 5~11cm, 폭1~2cm의 가느다란 구과 모양이며 적갈색을 띠고 있으며, 나무에서 개화할 때 암구화수보다 더 낮은 높이에 생긴다. 묘목은 천천히 자라는 듯이 보이며 성목은 매우 오래 산다. 일부 나이가 많은 개체목들의 경우 수령을 측정해볼 때 500~1000년 정도에 이른다.

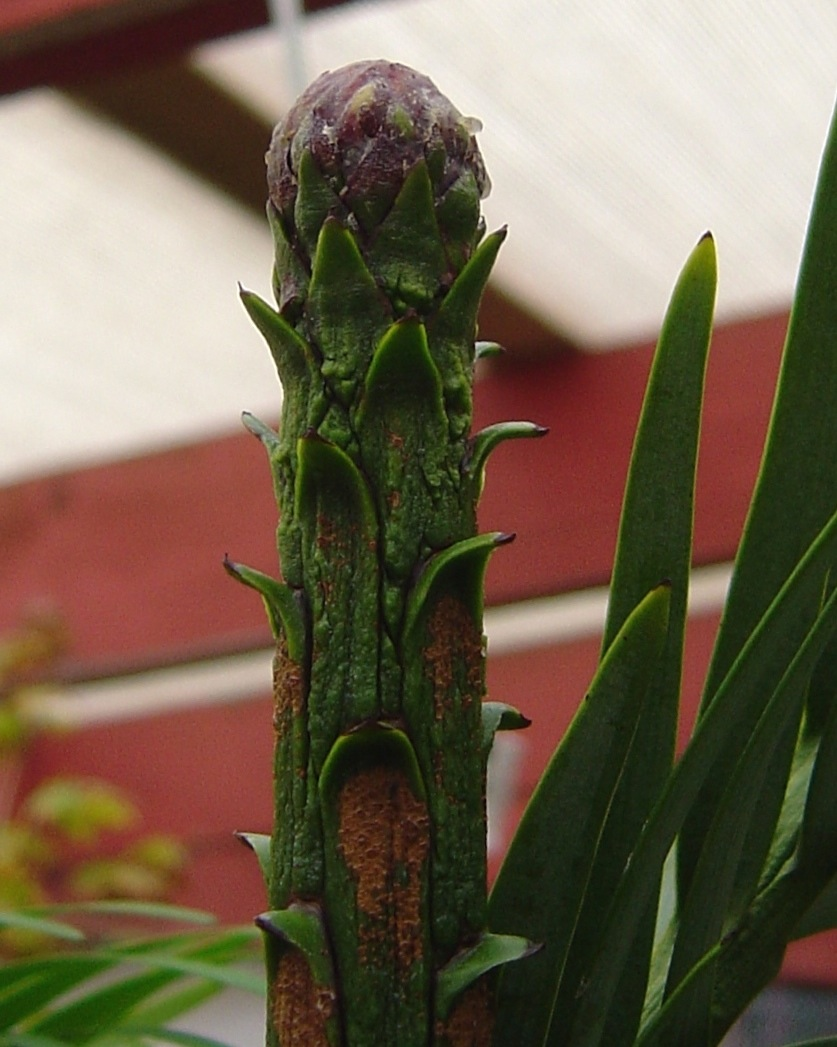
정단아
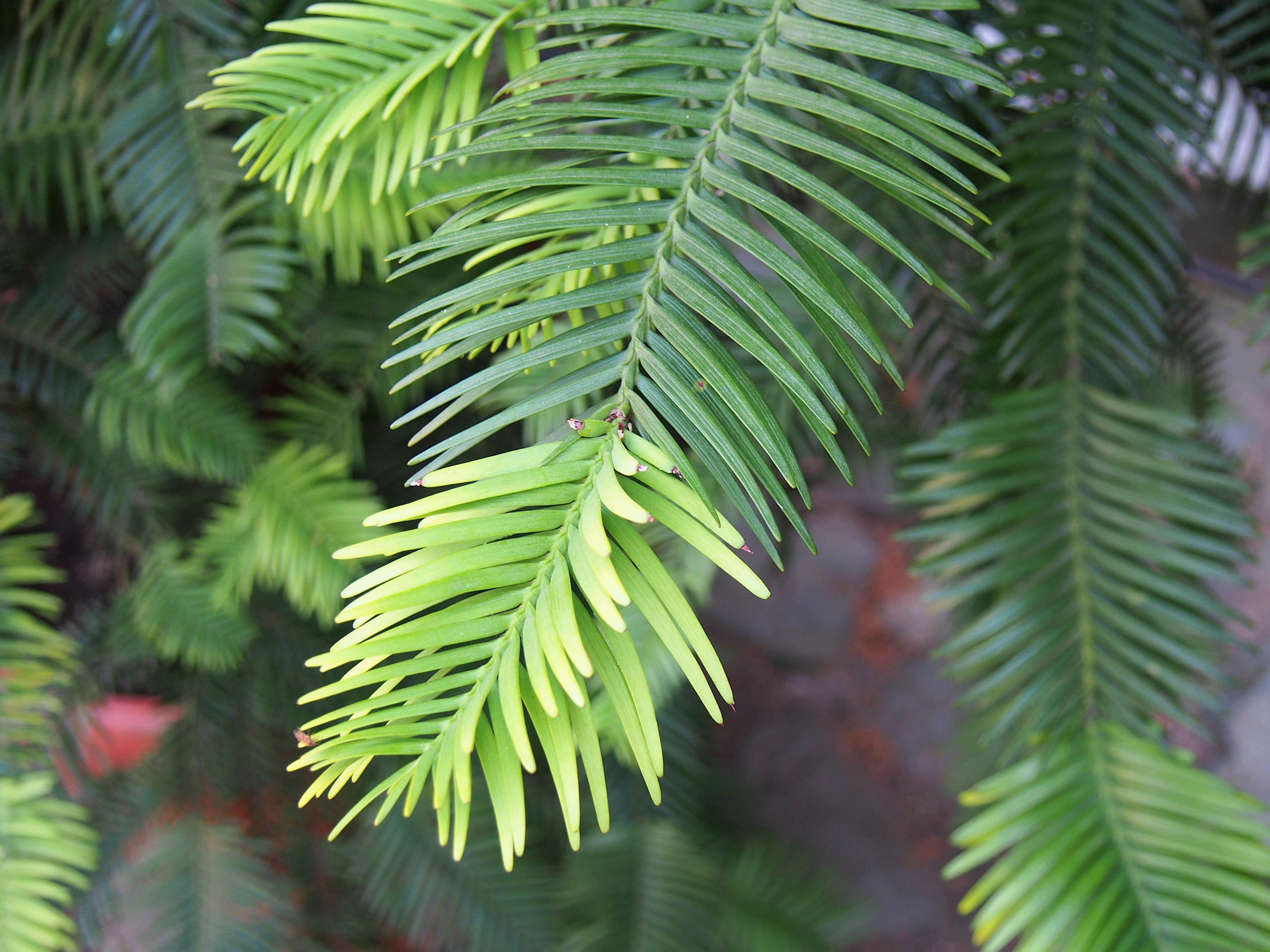
잎
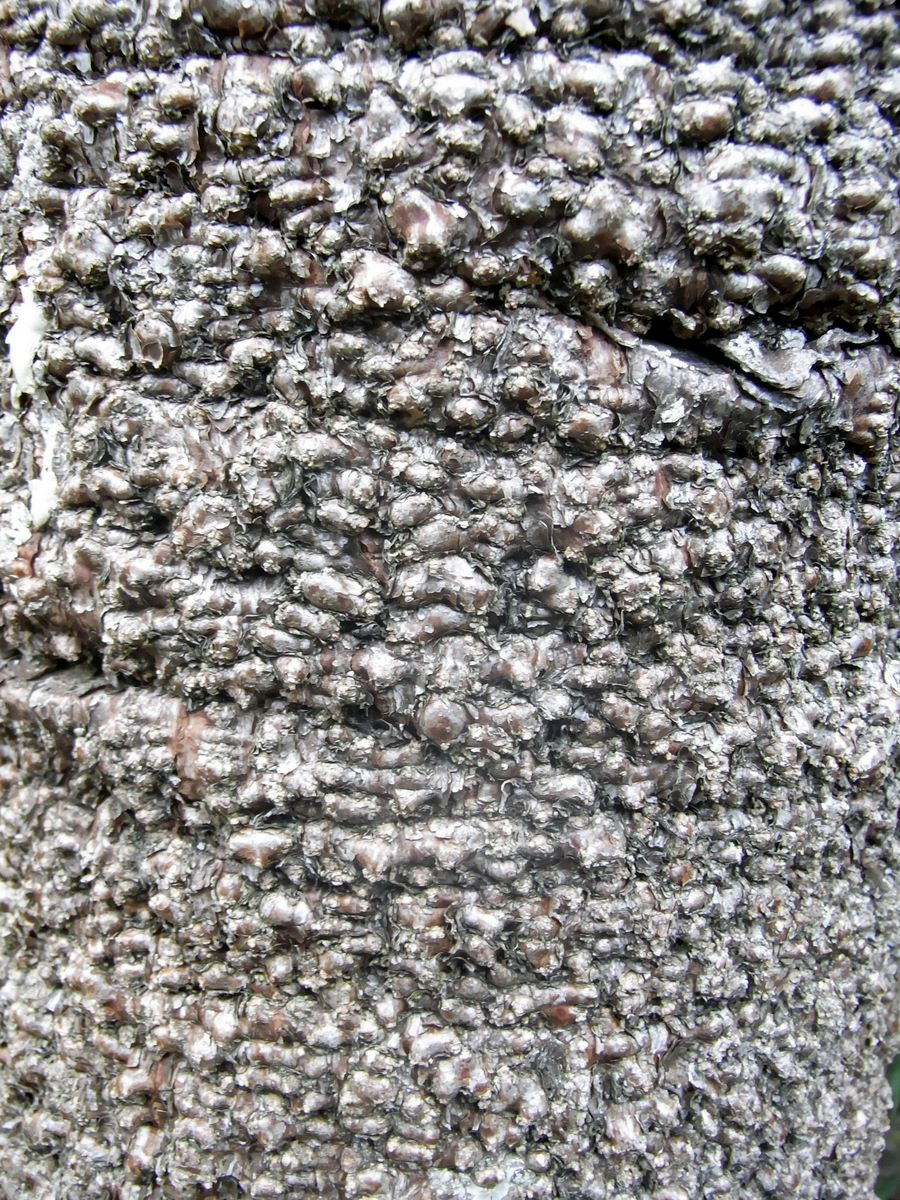
나무껍질
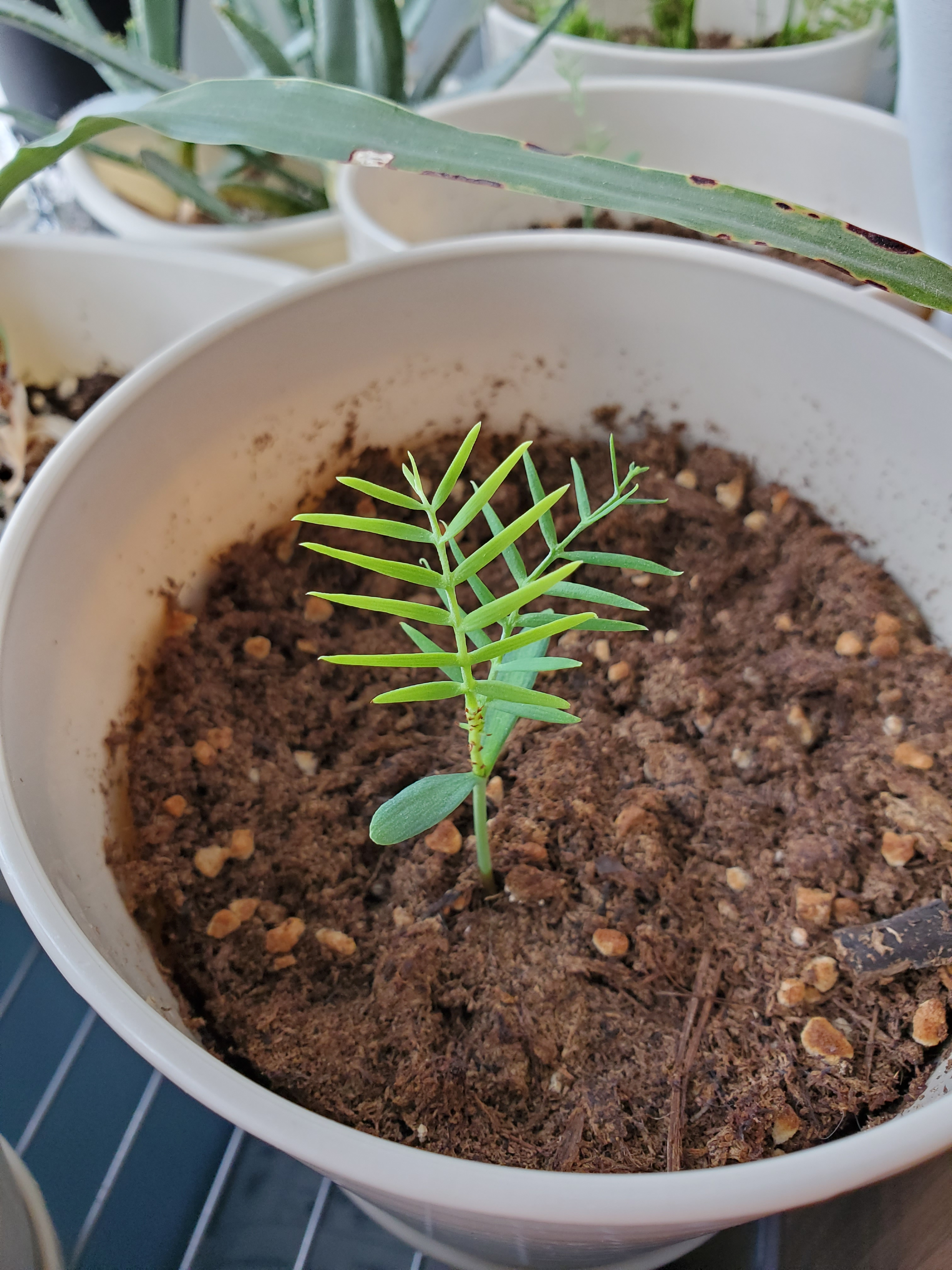
4개월생 묘목
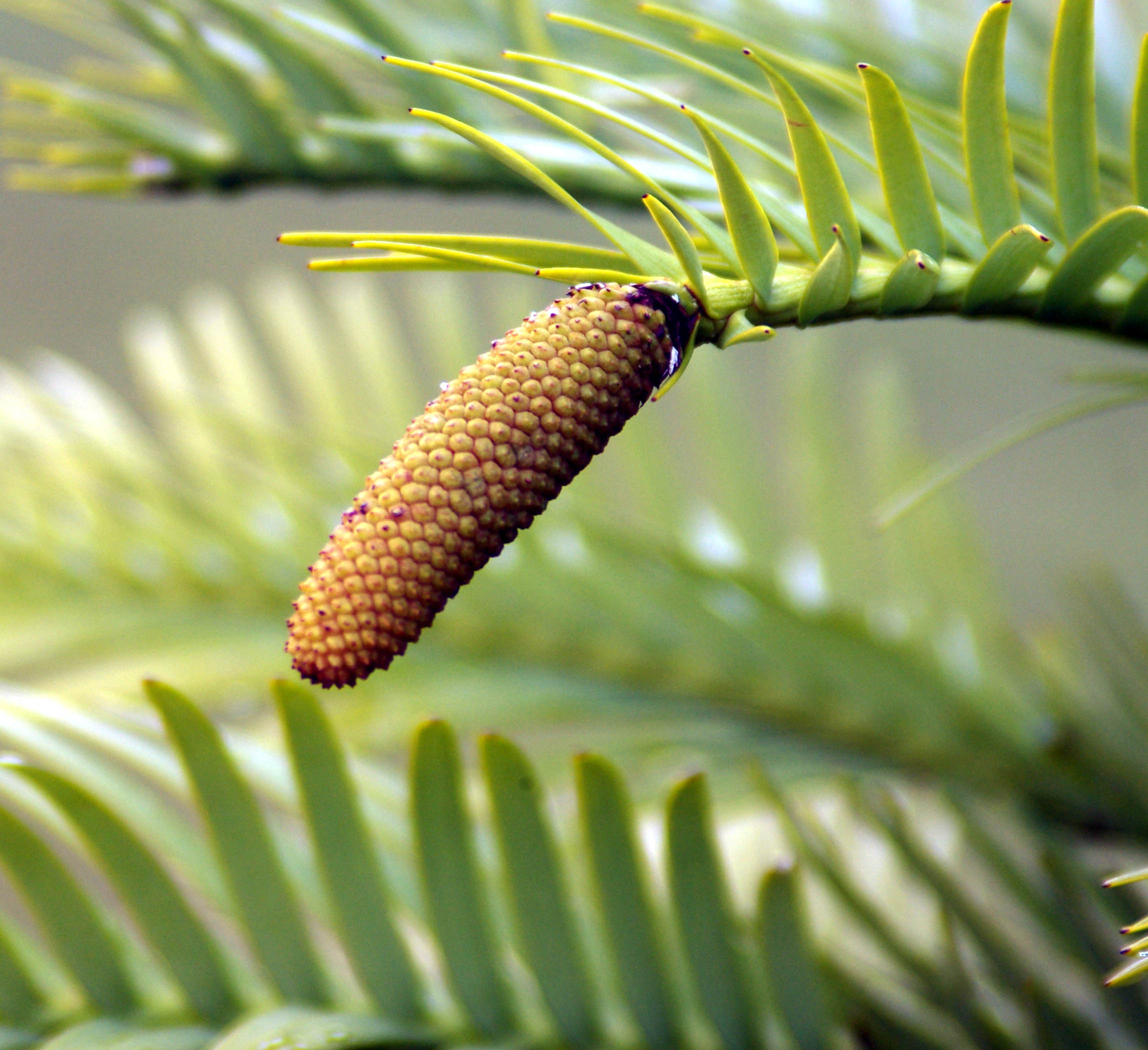
어린 수구화수
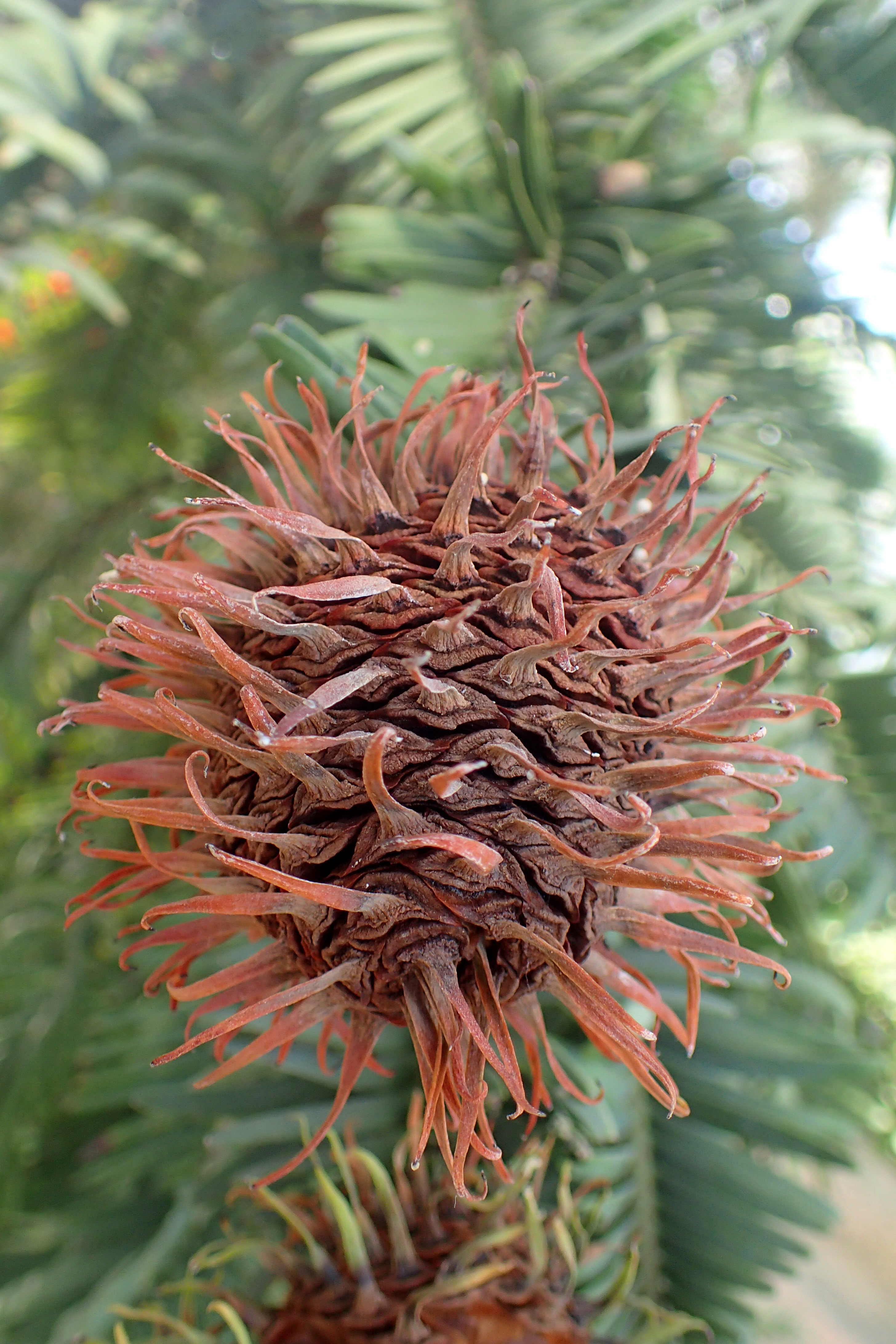
암구화수
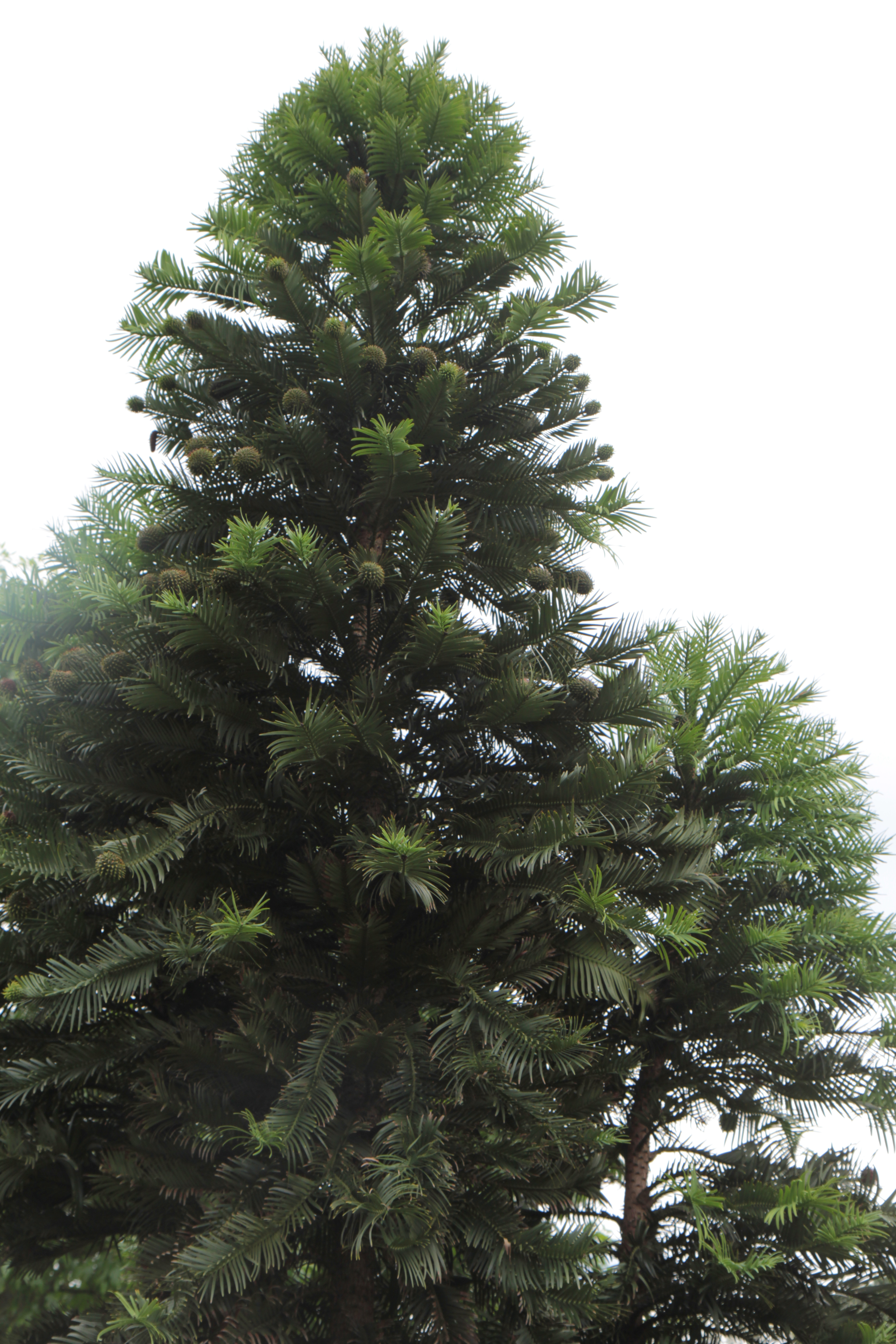
큐 왕립식물원에 있는 개체목

## 역사

### 발견

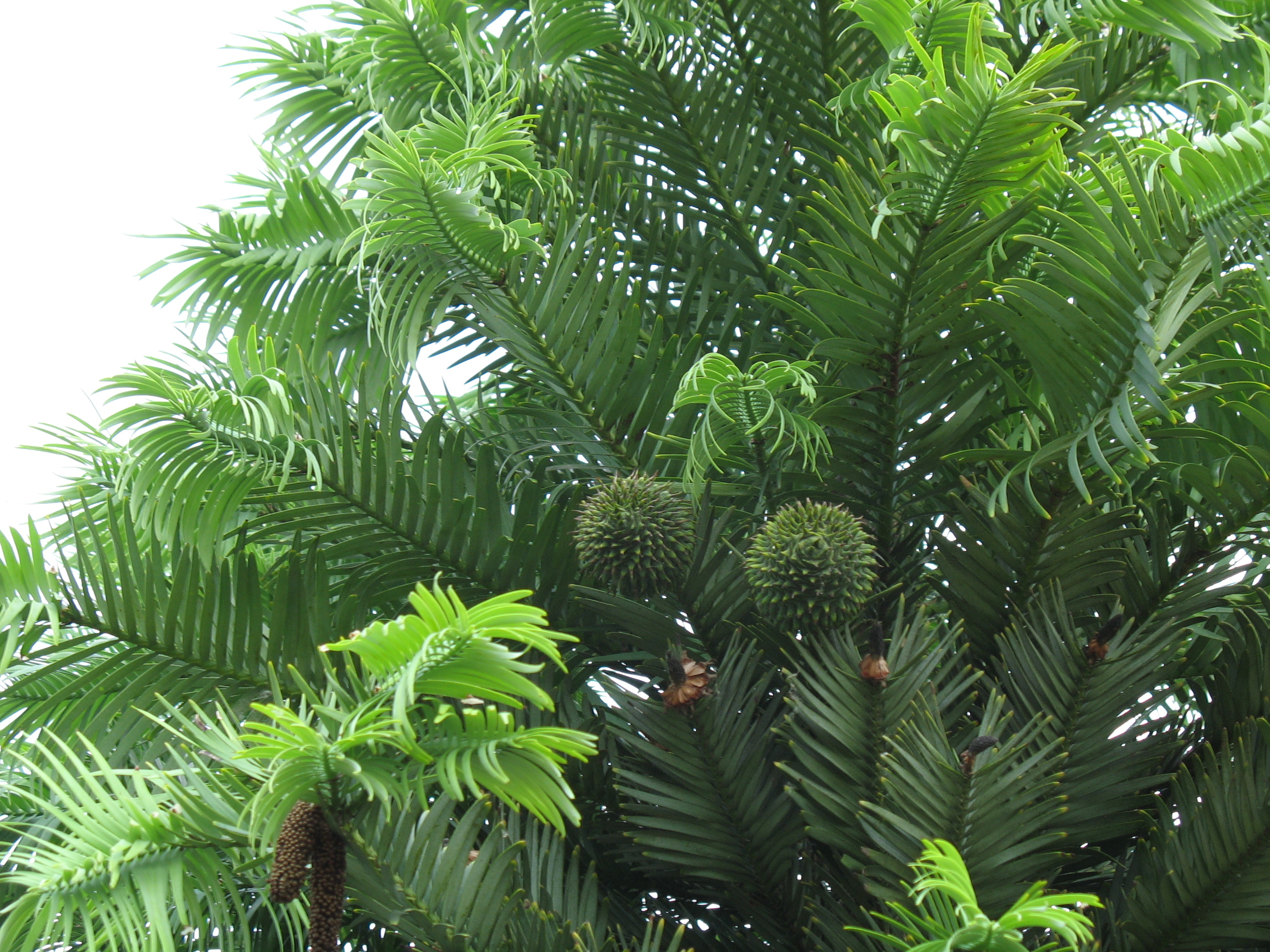
수구화수 및 암구화수

1994년 9월 10일경, 데이비드 노블, 마이클 카슬린, 토니 짐머만이 꾸린 팀이 새로운 협곡을 찾기 위해 체계적으로 이 지역을 탐험 중에 있었기 때문에 발견되었다. 노블은 식물학적 지식이 뛰어나, 독특한 나무껍질 때문에 추가 연구를 할 가치가 보일 만큼 나무들이 특이하다는 것을 빠르게 알아차렸다.
그는 누군가 식물을 동정할 수 있기를 기대하며 표본을 채취하여 동정 작업에 들어갔다.
그의 표본은 울레미 국립공원의 식물학자 윈 존스와 식물원의 얀 앨런이 동정했다. 확인이 이루어진 후, 울레미 국립공원은 비밀의 여전히 베일에 싸여 있었고, 발견자들은 약 6개월 동안 발견한 것의 전체 규모를 알지 못했다. 울레미 국립공원은 구과를 모으는 헬리콥터가 부주의하게 나무 중 하나를 로터로 가지를 잘라내면서 임분에 손상을 입힐 뻔했다. 이후 데이비드 노블의 성을 따서 명명되었다.
울레미소나무의 최초 삽화는 당시 이 종이 발견되었을 때 시드니의 왕립 식물원에서 일하던 식물삽화가이자 과학 일러스트레이터인 데이비드 맥케이가 그렸다.
다른 침엽수와의 관계를 규명하기 위해서는 추가 연구가 필요할 것이었다. 초기의 의구점은 2억 년 된 아라우카리아과의 일부 특성을 가지고 있지만, 이 과의 어떤 현생 종과도 유사하지 않다는 것이었다. 현생 아라우카리아과와 화석화된 아라우카리아과와의 비교를 통해 이 과의 일원임이 증명되었고, 아가티스속과 아라우카리아속 이외의 새로운 속으로 분류되었다.
60그루 미만의 성목이 멀리 떨어져 있지 않은 네 개의 장소에서 야생상태로 자라고 있는 것으로 알려져 있다. 대부분의 나무는 여러 줄기로 이루어져 있으며 근계가 연결되어 있을 수 있을 가능성이 있어 개체수를 세는 것은 매우 어렵다. 유전자 검사 결과, 모든 표본이 유전상 구분이 힘들다는 것이 밝혀졌으며, 이는 이 종이 10,000~26,000년 전에 유전적 병목 현상을 겪었음을 시사한다. 이로 인해 개체 수가 너무 적어져서 (아마도 한두 마리의 개체에 불과했을 수도 있다) 모든 유전적 변동성이 사라졌다.

### 보존

#### 위협
2005년 11월, 야생에서 자라는 나무들이 피토프토라 키나모미(밤나무 잉크병 계열의 하나, Phytophthora cinnamomi)에 감염된 것으로 밝혀졌다. 뉴사우스웨일스의 공원 관리인들은 이 치명적인 난균류가 허가받지 않은 방문객들에 의해 유입된 것으로 보고 있으며, 그 위치는 아직 대중에게 공개되지 않았다.
울레미소나무 숲은 2019~2020년 호주산불 때 화재로 인해 위기에 처했다. 야생 울레미소나무는 국립공원 및 야생동물 관리국의 전문 소방관들이 구조했으며, 전원 지방 소방국의 지원을 받아 관개 시스템을 설치하고 소화제를 투하했다.

### 전세계적인 보존 참여

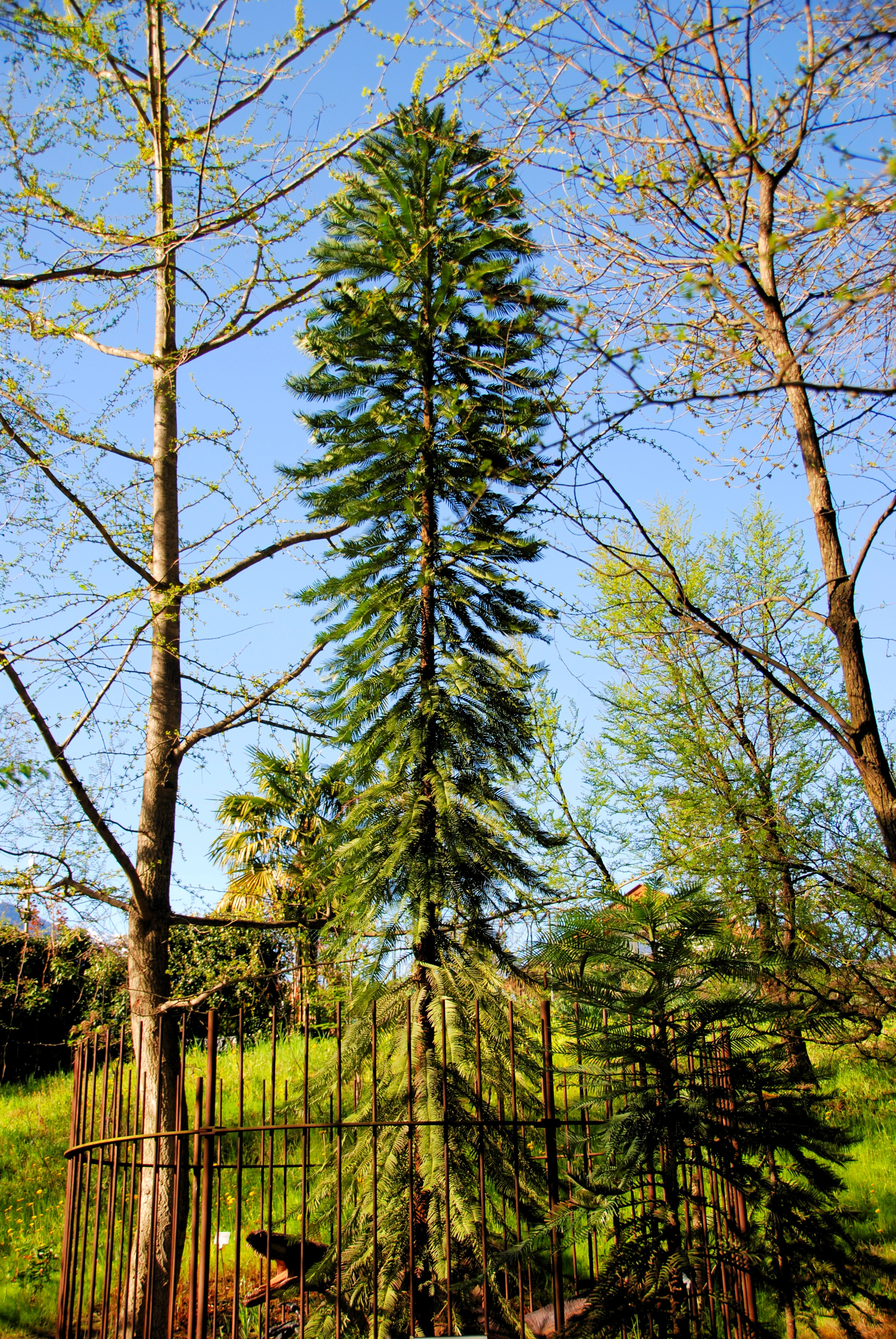
2018년 이탈리아 메라노의 트라우트만스도르프 성 정원 내 수목원에 있는 울레미소나무 개체목

"가정 정원사들이 울레미소나무의 우연한 시민 과학자가 되다"는 2005년부터 진행된 이례적인 보존 전략의 결과를 보도하는 2023년 뉴스 기사의 헤드라인이었다. 전세계의 수목원에서 고정된 삽목용 가지에 대한 보호가 개시된 지 10년 후, 상업 재배업체에서 자신의 고객에게 판매용으로 번식시키기 위한 여분의 삽목용 가지들을 받을 수 있는 것을 허가받았다. 멸종 위기 식물에 대한 이러한 이례적인 경영 결정은 ‘이 희귀한 나무에 대한 엄청난 대중의 관심’과 상업이용 가능성이 ‘불법 채취 행위로부터 야생 개체군을 보호하는 데 도움이 될지’를 확인하는 실험 덕분이었다.
31개국에서 1,500명 이상의 사람들이 삽목가지로 재배했으며 호주의 두 식물 과학자가 작성한 온라인 설문조사에 응답한 결과가 집계되었다. 결과에 따르면 이 종은 연중 강수량이 충분하고 온대 기후에서 잘 자라는 것으로 나타났다. 배수가 잘되는 양토가 최적임이 입증되었다. 연구팀은 "이 연구는 세계 여러 지역과 다양한 기후 및 문화적 환경에서 울레미소나무를 정착시키는 것이 가능하다는 것을 보여주며, 이는 기후 변화 및 기타 위협에 직면했을 때 이 종을 보존하는 데 도움이 될 수 있다."라고 결론지었다.

## 재배 및 쓰임새

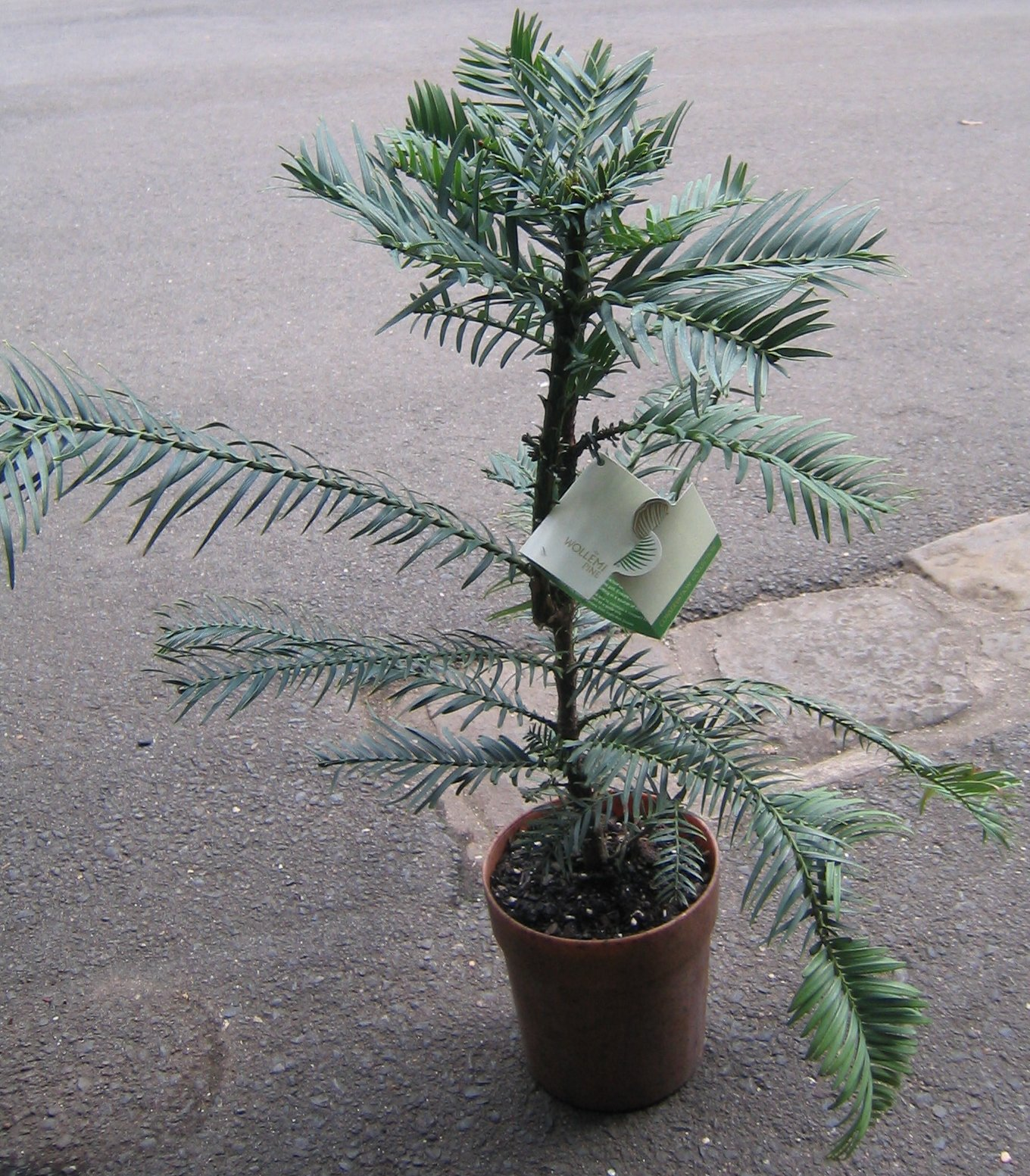
울레미소나무 재배 화분

번식 프로그램은 울레미소나무 표본을 수목원에서 사용가능하도록 만들었는데, 2006년 오스트레일리아에서 처음으로 행했으며 이어서 세상으로 퍼졌다. 이것은 개활지나 대형 화분 및 분재용 화분에 심기에 조경용으로서 군더더기 없이 가치가 있는 나무임을 입증할 수 있다. 오스트레일리아에서는 화분에 재배한 울레미소나무를 크리스마스 트리로 홍보한다. 또한 −5 ~ 45 °C (23 ~ 113 °F) 사이의 온도를 견디며 제한된 온대~아열대 분포보다 더 적응력이 뛰어나고 추위에 강하며, 미국과 일본의 보고에 따르면 −12 °C (10 °F) 이하에서 생존할 수 있다는 것이 입증되고 있다. 울레미소나무 숲은 스코틀랜드의 인베레베정원에 식재되어 있는데, 식재 성공사례 중 가장 북쪽에 위치한 것으로 여겨지며, 2010년 1월에 기록된 −7 °C (19 °F)의 온도에서도 살아남았다. 응달에서도 키울 수 있다. 다른 오스트레일리아의 나무들과 마찬가지로 울레소나무는 수분으로 전파되는 피토프토라 키나모미 병원균에 감수성이어서, 목재용 나무로는 한계가 있다.
시드니 왕립수목원에서는 숲에서 헬리콥터로 씨앗을 수확해 나무를 키워내는 방법에 대한 정보를 게재한 적이 있다. 구과에서 떨어진 대다수의 씨앗들은 보이지 않아 속이 꽉 차고 색이 짙은 씨앗으로 분류되어야 한다. 그런 다음 씨앗을 키우는 믹스 위에 뿌려 물을 줄 수 있다. 믹스를 통해 물이 빠지면 냄비를 비닐봉지에 넣고 2주 동안 냉장 보관해야 한다. 그 후 냄비를 비닐봉지에서 꺼내 씨앗이 발아할 때까지 따뜻하지만 볕이 잘 들지 않는 곳에 두어야 한다(습기는 유지해도 젖어있지는 않도록 기억해야 한다). 이 작업은 몇 달이 걸릴 수 있다.
울레미소나무의 개체목들은 태즈마니아 수목원과 이탈리아 알라시오에 있는 지아르디니 디 빌라 델라 페르골라에서 볼 수 있다.
대한민국의 국립세종수목원에서도 이를 볼 수 있으며, 2021년에 개화한 적이 있어 화제가 된 적이 있다.

### 관리
울레미소나무는 매우 튼튼하고 재배에 다재다능하다. 멸종위기종임에도 불구하고 키우기는 쉬우며 비교적 낮은 관리도를 요구한다. 다양한 기후 지대에 적합하며 반음~극양수이다. 화분 상태로 거의 무한정 유지시킬 수 있으며 파티오, 베란다, 안뜰에 좋은 식물 화분을 둘 수 있다. 에어컨 바람을 잘 견디기 때문에 실내 조경수로도 사용할 수 있다. 배수가 잘 되는 흙이 필요하며 서리로부터 보호해야 한다.

### 전정
울레미소나무를 전정할 때에는, 작은 형태를 유지하기 위해 한 해 어느 때이든 소독한 전지가위를 사용한다. 전체 크기의 2/3 이상을 제거한 상태에서 크게 전정을 할 수 있다. 정아생장과 가지에 한해 크게 전정을 할 수 있다. 전정을 할 때에 가장 좋은 시기는 겨울철이다.

### 생장율
울레미소나무는 특히 화분에 키우게 되면 생장이 매우 잘 조절된다. 높이 6 미터 (20 ft)에 도달하는데 25년 이상 걸린다.

## 계통
아래는 분자 데이터에 대한 최신 분기학적 분석의 합의를 기반으로 한 아라우카리아과의 계통도이다. 이는 분과 내에서 울레미소나무속, 아가티스속, 아라우카리아속의 상대적 위치를 보여준다.

|  | 아라우카리아속 |
|  |                |

|  | 울레미소나무속 |
|  |                |
|  | 아가티스속     |
|  |                |

|  | 아라우카리아속 |
|  |                |

|  | 울레미소나무속 |
|  |                |
|  | 아가티스속     |
|  |                |